# Blue Congo
La Blue Congo est une variété de pomme de terre traditionnelle qui a la particularité d'avoir la peau et la chair violettes.

## Répartition

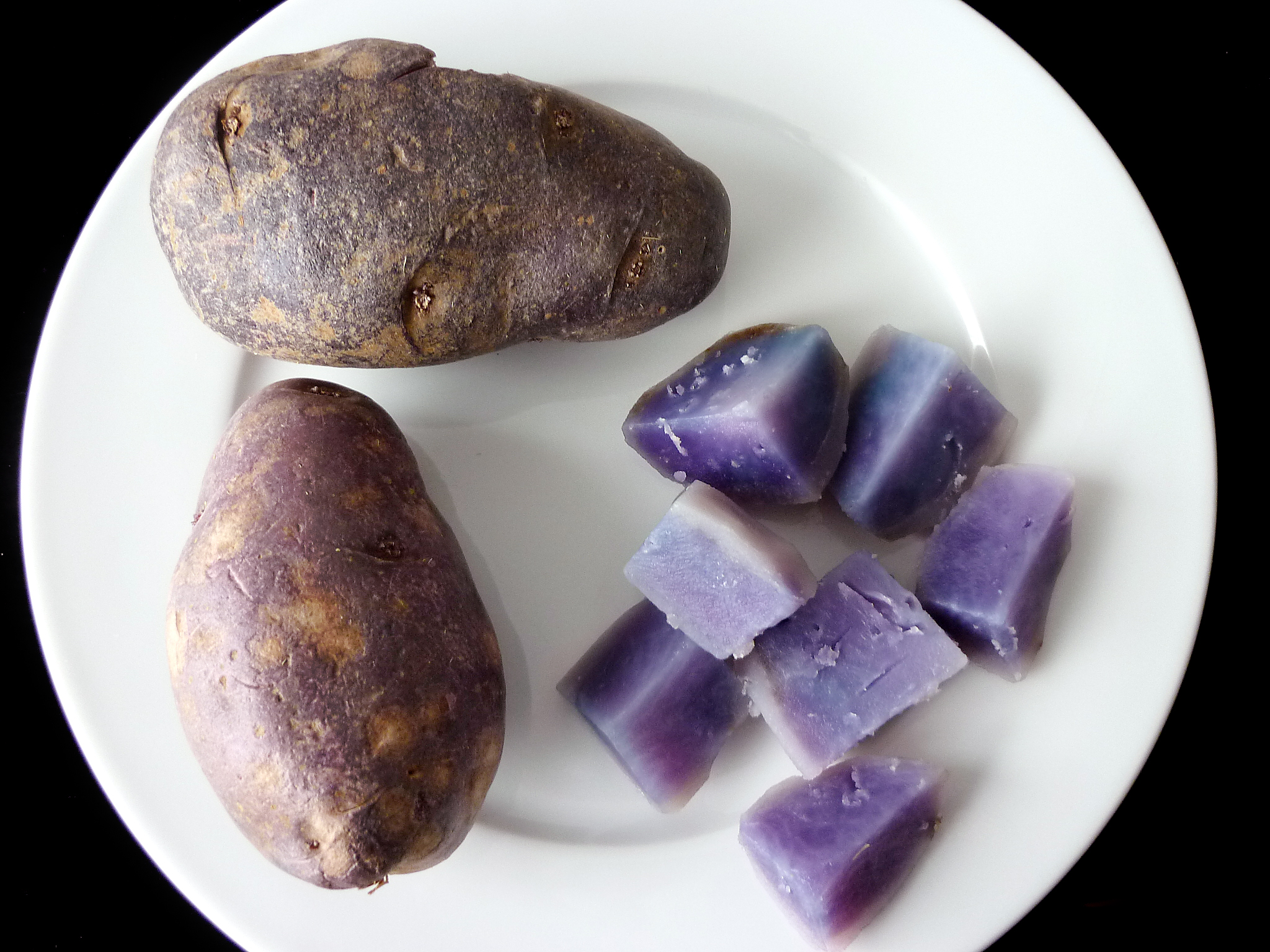
Tubercules et dés de pommes de terre Blue Congo.

Cette variété, d'origine génétique inconnue, est cultivée en Europe, notamment en Allemagne sous le nom de Blauer Schwede (« Bleue suédoise ») et dans les pays nordiques (en Suède depuis 1880).
En 2006, cette variété a été le première élue « Kartoffel des Jahres » (pomme de terre de l'année) en Allemagne,.